# Momoko Sakura
Momoko Sakura (さくら ももこ, Sakura Momoko) (8 de maio de 1965 – 15 de agosto de 2018) era o pseudônimo de um artista de mangá japonês de Shimizu, Shizuoka. Ela era mais conhecida como a criadora do mangá Chibi Maruko-chan.
Sakura, que nasceu Miki Miura, revelou muito pouco sobre sua privacidade, incluindo seu nome real.
Sakura fez sua estréia como artista em 1984 e o Chibi Maruko-chan foi publicado em Ribon, de 1986 a 1996. A série, que foi baseada em sua própria infância, foi ambientada em 1974 no Japão suburbano. Uma série de anime baseada no Chibi Maruko-chan foi ao ar entre 1990 e 1992, enquanto a segunda série atual, que estreou em 1995, continua até hoje.
Sakura também fez a série de fantasia mais surreal Coji-Coji, que foi de 1997 a 1999. Ela também trabalhou com a Marvelous Interactive na criação do título Dreamcast, Sakura Momoko Gekijō Coji-Coji, e com a Nintendo na criação do título Game Boy Advance, Sakura Momoko no Ukiuki Carnival. Em 2005, ela desenhou os personagens para o título do Xbox 360 Every Party.
Em 1989, ela recebeu o Kodansha Manga Award por shōjo por Chibi Maruko-chan.
Sakura morreu de câncer de mama em 15 de agosto de 2018, aos 53 anos.